# W pogoni za papierkiem
Szczęście Harry'ego (ang The Fortune Cookie) – amerykański film z 1973 roku w reżyserii Jamesa Bridgesa. W 1974 roku John Houseman za rolę drugoplanową w tym filmie otrzymał Oskara i Złotego Globa.